# Federico I di Svevia (duca)
Federico I di Svevia, detto il Vecchio (1050 circa – 4 giugno 1105), è stato primo duca di Svevia della dinastia Hohenstaufen dal 1079 alla morte.

## Biografia
Era figlio di Federico von Büren e di Ildegarda von Egisheim, nobili di origini alsaziane: la madre era figlia di Gerardo III von Egisheim-Dagsburg, uno dei numerosi fratelli di papa Leone IX.
Presumibilmente Federico, prima dell'innalzamento al titolo di duca doveva essere già conte. Federico iniziò già in quella veste a costruire la potenza della dinastia degli Staufer. Egli fece erigere una rocca sulla cima del monte Hohenstaufen, che divenne la residenza originaria e diede il nome alla dinastia (il castello di Hohenstaufen fu poi distrutto il 29 aprile 1525 durante la guerra dei contadini tedeschi guidati da Joerg Bader). Una rocca ai piedi del colle Hohen Staufer, presso Lorch (vicino a Schwäbisch Gmünd), fu trasformata verso il 1100 in un monastero benedettino che da quel momento divenne il monastero della famiglia Staufer, la chiesa dedicata ai santi Pietro e Paolo ad esso annessa divenne il loro mausoleo. In essa furono sepolti però solo alcuni figli del Barbarossa, perché i membri più importanti della dinastia (Federico I Barbarossa, Enrico VI e Federico II) morirono e trovarono sepoltura lontano dalla Germania.
Tuttavia pare che i beni della famiglia fossero in quel momento ancora piuttosto modesti. Presumibilmente essi si limitavano alle terre attorno al monte Hohenstaufen ed a quelli di Ildegarda in Alsazia, acquisiti con il matrimonio di Federico. Nell'inverno del 1077 Federico accompagnò Enrico IV durante l'umiliante viaggio a Canossa.

### L'ascesa a duca
L'avvenimento decisivo nella vita di Federico fu l'innalzamento a duca di Svevia durante una dieta a Ratisbona, celebrato nel giorno di Pasqua (24 marzo) del 1079: con la guerra sassone, i ribelli avevano elevano il duca di Svevia Rodolfo di Rheinfelden ad anti-re in contrapposizione ad Enrico IV e gli Staufer rimasero, assieme a pochi altri nella regione, fedele al re, dandogli un consistente contributo militare durante la battaglia di Mellrichstadt. Secondo Ottone di Frisinga, tale occasione venne seguita subito dopo dal fidanzamento con la figlia di sette anni di Enrico IV, Agnese, ricalcando così le modalità di ascesa al trono ducale dello stesso Rodolfo, che ricevette nello stesso periodo in sposa Matilde, sorella di Enrico IV. I due celebrarono il matrimonio nel 1086 o 1087. Enrico IV accompagnò la duplice donazione con queste parole:
(Enrico IV)
Egli fu scelto duca di Svevia non solo perché fedele al re, ma anche perché i suoi possedimenti nel centro della Svevia, concentrati attorno a Lorch, Göppingen e alla fortezza di Staufen, a cui si assommavano le terre della dote di sua madre in Alsazia, potevano sia controllare le  strade della Svevia (specialmente quelle tra Spira ed Ulma) sia proteggere le terre fiscali nel Remstal, oltre che separare Rodolfo, operante in Sassonia, dai suoi sostenitori in Svevia. Egli quindi divenne, assieme al vescovo di Losanna Burcardo, il principale agente dei salici in Svevia: Burcardo ricevette invece il titolo di cancelliere del regno Italia, mentre la sua diocesi ricevette le terre fiscali date in concessione a Rodolfo, oltre che le sue terre allodiale sequestrate.
I sostenitori di Rodolfo passarono subito al contrattacco ed elevarono a duca di Svevia, in un'assemblea ad Ulma nello stesso anno, il figlio di Rodolfo, Bertoldo di Rheinfelden, portato ad Ulma da Guelfo di Baviera. Sembra che l'elevazione a duca fu progettata da Guelfo e forse da Bertoldo II di Zähringen, ma non dal padre e anti-re Rodolfo.
Federico passò subito all'attacco per dimostrare e concretizzare il suo potere ducale cercando di ottenere il controllo di Ulma, sede dell'elevazione del duca rivale, oltre che teatro di numerosi incontri nobiliari dal 1076 del "partito della deposizione del re". Egli progettò di celebrarvi la Pentecoste (12 maggio), ma riuscì a trascorrere in città solo una notte, fuggendo alla notizia dell'arrivo di Guelfo. Per i successivi ventisei anni, l'autorità ducale di Federico non riuscì mai ad estendersi sotto il Danubio, soprattutto a causa dei domini degli Zähringen a Breisgau ed Ortenau, che dividevano a metà i domini degli Staufer in Svevia da quelli in Alsazia.
Partecipò alla battaglia sull'Elster.
Negli anni seguenti nessuno dei due duchi contendenti la Svevia poté prevalere. Dopo che nel 1097 Enrico IV si era riconciliato con Bertoldo II di Zähringen, che era diventato il successore di Bertoldo di Rheinfelden, la divisione della Svevia continuò e Federico poté nuovamente esercitare effettivamente la sua autorità solo nel nord della regione.
Egli curò l'espansione della sua dinastia soprattutto verso Nord. Nel Palatinato divenne, negli ultimi anni del suo regno, grazie alla giurisdizione amministrativa del convento di Weißenburg e del monastero di Spira, un elemento di importante autorità nella zona. Con ciò egli si avvicinò al territorio dei possedimenti salici nella Franconia renana. Nel sud Federico acquisì possessi significativi solo intorno ad Ulm.
Durante la campagna italiana di Enrico IV e la conseguente assenza dei signori del regno teutonico, Federico fu il più autorevole rappresentante della parte imperiale.

## Matrimonio e discendenza
Da Agnese Federico ebbe i seguenti figli:
- Federico II, detto il Guercio (1090 – 1147) duca di Svevia dal 1105 al 1147, che sposò in prime nozze Giuditta di Baviera, figlia di Enrico IX di Baviera ed in seconde nozze, tra il 1132 ed il 1133 Agnese di Saarbrücken, figlia del conte Federico di Saarbrücken;
- Corrado III (1093 – 1152) duca di Franconia dal 1116 al 1120, re dei Romani dal 1138 al 1152;
- Fides (Gertrude), (†1182), andata sposa a Ermanno di Stahleck († 2 ottobre 1156 a Ebrach), fondatrice nel 1157 del monastero di San Teodoro a Bamberga e divenuta suora ella stessa.

## Presunti figli
- Heilika († dopo il 1110), andata sposa a Federico III di Lengenfeld († 3 aprile 1119);
- Bertrada (Bertha) (verso il 1088/89 –  tra il 1120 e il 1142),  che si sposò in prime nozze Adalberto di Ravenstein, conte di Elchingen ed Irrenberg; alla morte di questo si risposò con il conte Enrico II di Berg;
- Ildegarda;
- Gisela;
- Enrico († prima del 1102);
- Beatrice, fondatrice nel 1146 del monastero di Michaelstein;
- Cunegonda;
- Sofia.

## Albero genealogico
|                           |                   |                   | Genitori              |  |  | Nonni |  |  | Bisnonni |  |  | Trisnonni |  |
|                           |                   |                   |                       |  |  |       |  |  | …        |  |  | …         |  |
|                           |                   |                   |                       |  |  |       |  |  | …        |  |  | …         |  |
|                           |                   | …                 |                       |  |  |       |  |  | …        |  |  |           |  |
| Federico                  |                   |                   |                       |  |  |       |  |  | …        |  |  |           |  |
|                           |                   | …                 | …                     |  |  |       |  |  |          |  |  |           |  |
|                           |                   | …                 | …                     |  |  |       |  |  |          |  |  |           |  |
|                           |                   | …                 | …                     |  |  |       |  |  |          |  |  |           |  |
| Federico von Büren        |                   | …                 |                       |  |  |       |  |  |          |  |  |           |  |
|                           |                   | …                 | …                     |  |  |       |  |  |          |  |  |           |  |
|                           |                   | …                 | …                     |  |  |       |  |  |          |  |  |           |  |
|                           |                   | …                 | …                     |  |  |       |  |  |          |  |  |           |  |
| …                         |                   | …                 |                       |  |  |       |  |  |          |  |  |           |  |
|                           |                   | …                 | …                     |  |  |       |  |  |          |  |  |           |  |
|                           |                   | …                 | …                     |  |  |       |  |  |          |  |  |           |  |
|                           |                   | …                 | …                     |  |  |       |  |  |          |  |  |           |  |
| Federico I di Svevia      |                   | …                 |                       |  |  |       |  |  |          |  |  |           |  |
|                           | Ugo IV di Nordgau | Ugo II di Nordgau |                       |  |  |       |  |  |          |  |  |           |  |
|                           | Ugo IV di Nordgau | Ugo II di Nordgau |                       |  |  |       |  |  |          |  |  |           |  |
|                           | Ugo IV di Nordgau | …                 |                       |  |  |       |  |  |          |  |  |           |  |
| Gerardo I di Egisheim     | Ugo IV di Nordgau |                   |                       |  |  |       |  |  |          |  |  |           |  |
|                           |                   | Edvige di Dabo    | Luigi di Dabo         |  |  |       |  |  |          |  |  |           |  |
|                           |                   | Edvige di Dabo    | Luigi di Dabo         |  |  |       |  |  |          |  |  |           |  |
|                           |                   | Edvige di Dabo    | Giuditta di Oehningen |  |  |       |  |  |          |  |  |           |  |
| Ildegarda di Egisheim     |                   | Edvige di Dabo    |                       |  |  |       |  |  |          |  |  |           |  |
|                           |                   | …                 | …                     |  |  |       |  |  |          |  |  |           |  |
|                           |                   | …                 | …                     |  |  |       |  |  |          |  |  |           |  |
|                           |                   | …                 | …                     |  |  |       |  |  |          |  |  |           |  |
| Ildegarda di Schlettstadt |                   | …                 |                       |  |  |       |  |  |          |  |  |           |  |
|                           |                   | …                 | …                     |  |  |       |  |  |          |  |  |           |  |
|                           |                   | …                 | …                     |  |  |       |  |  |          |  |  |           |  |
|                           |                   | …                 | …                     |  |  |       |  |  |          |  |  |           |  |
|                           |                   | …                 |                       |  |  |       |  |  |          |  |  |           |  |